# La Llagosta
La Llagosta település Spanyolországban, Barcelona tartományban. Lakosainak száma 13 085 fő (2024).

## Földrajza
La Llagosta Montcada i Reixac, Santa Perpètua de Mogoda, Mollet del Vallès és Sant Fost de Campsentelles községekkel határos.

## Népesség
A település lakosságának változását az alábbi diagram mutatja:
| Lakosok száma | 681  | 7349 | 12 067 | 12 630 | 13 674 | 13 713 | 13 447 | 13 343 | 13 587 | 13 085 |
|               | 1950 | 1970 | 1986   | 2003   | 2006   | 2010   | 2013   | 2017   | 2020   | 2024   |